# Генрик Пашкевич
Генрик Пашкевич (пол. Paszkiewicz Henryk; 10 березня 1897, Лодзь — 8 грудня 1979, Лондон) — польський історик-медієвіст, фахівець з історії середньовічної Центральної та Східної Європи. Професор (1934). Член-кореспондент Польської академії мистецтв (1945).

## Біографія
Народився в м. Лодзь (нині місто в Польщі). 1915—1920 навчався на історичному факультеті Варшавського університету під керівництвом Марцелія Гандельсмана та Оскара Галецького. Брав участь у русі за незалежність Польщі, був активним членом Польської організації військової. Стажувався в Берлінському університеті. 1927 габілітований у Варшавському університеті. З 1928 — доцент кафедри історії Східної Європи середніх віків. Від 1934 працював на посаді професора Вільного польського університету у Варшаві, 1939 — професор Варшавського університету.
Під час Другої світової війни перебував у гітлерівському концентраційному таборі. Після звільнення потрапив до Італії, де опікувався вояками 2-го корпусу польських збройних сил, викладав в університетах. 20 липня 1945 обраний членом-кореспондентом Польської академії мистецтв. 1944—1948 — співробітник Польського історичного інституту в Римі (Італія), член редколегії «Elementa ad Fontium Editiones» в 76-ти т. Від 1948 мешкав у Лондоні (Велика Британія). Співзасновник Закордонного польського університету в еміграції, Польського наукового товариства та Польського історичного товариства у Великій Британії. Віце-президент Фундації Лянцкоронських. У новозаснованому університеті посів кафедру середньовічної історії. Започаткував видання енциклопедії «Polska i jej dorobek dziejowy w ciągu tysiąca lat istnienia: Zarys i encyklopedia spraw polskich».
Серед основних наукових пошуків Пашкевича — проблеми походження Давньоруської держави, Литовської держави, Великого князівства Московського, історія Великого князівства Литовського та включення його земель до складу Корони Польської, зовнішня політика давньопольської та давньолитовської держав, історія окремих регіонів — зокрема Підляшшя, Волині та Поділля. Праці Пашкевича досі мало відомі дослідникам східноєвропейських країн, оскільки в історіографічних оглядах І. Шаскольського, В. Пашута, В. Шушаріна, Л. Черепніна його класифікували як історика польської «націоналістичної буржуазної» еміграції та як прибічника норманської теорії походження Русі.